# Fritz Sörgel
Fritz Sörgel (* 1950 in Heroldsberg) ist ein deutscher Pharmazeut und Pharmakologe. Er ist Professor für Pharmakologie und seit 1987 Leiter des Instituts für biomedizinische und pharmazeutische Forschung in Heroldsberg.

## Leben
Sörgel studierte ab 1971 Pharmazie an der Goethe-Universität Frankfurt am Main und schloss das Studium 1976 mit dem Staatsexamen ab. Mit der Arbeit Experimentelle Untersuchungen zur biochemischen und pharmakologischen Charakterisierung von Salidiuretika bei Mensch und Tier wurde er 1978 zum Dr. phil. nat. unter seinem Doktorvater Ernst Mutschler promoviert. Unter seinen weiteren akademischen Lehrern waren unter anderem Herbert Oelschläger, Harald zur Hausen, Marika Geldmacher-von Mallinckrodt und Walter Kersten.
Nach einer wissenschaftlichen Tätigkeit bei der Hoechst AG (Abteilung für klinische Pharmakologie, 1976–1979) und einem Aufenthalt als Stipendiat der Deutschen Forschungsgemeinschaft an der School of Pharmacy am Medical Center der University of California San Franciso (1979–1980) studierte Sörgel ab 1980 Medizin an der Friedrich-Alexander-Universität Erlangen. Von 1980 bis 1984 übernahm er wissenschaftliche Tätigkeiten in der Abteilung für Toxikologie des Instituts für Rechtsmedizin der Universität Erlangen und war Leiter der Abteilung für Klinische Pharmakologie am CKI-Institut für Herz-Kreislauferkrankungen Erlangen.
Von 1984 bis 1986 war er an der Universitätskinderklinik der Universität-Gesamthochschule Essen tätig. Er habilitierte sich an dieser Universität 1987 mit der Arbeit Pharmakokinetische Grundlagen der Antibiotikatherapie bei Mukoviszidose und wurde anschließend zum Privatdozenten ernannt. Seit 1987 ist er Leiter des Instituts für biomedizinische und Pharmazeutische Forschung (IBMP) in Heroldsberg. 1994 erfolgte die Ernennung zum außerplanmäßigen Professor an der Medizinischen Fakultät der Gesamthochschule-Universität Essen.
Lehraufträge für Klinische Pharmazie hatte Sörgel an der Universität Bonn (1995–2002) sowie ab 1999 an der Universität Würzburg inne. Er hielt ab 2007 Gastvorlesungen an der Fakultät für Chemie und Pharmazie der Universität München.

## Forschungsschwerpunkte und IBMP
Sörgel forscht unter anderem an Medikamenten aus der Onkologie, therapeutischen Proteinen und Biosimilars, Wachstumshormonen, Herz-Kreislauf-Medikamenten, Antiinfektiva, Verunreinigungen von Medikamenten mit Nitrosaminen, Doping- und Suchtstoffen. Schwerpunkte sind Antibiotika, Krebsmedikamente sowie Doping- und Suchtstoffe. Teile der wissenschaftlichen Ergebnisse zum Drogenkonsum in Europa und den USA wurden in den UNO-Bericht 2007 aufgenommen. Sörgel wurde zudem als Experte für wissenschaftliche Beiträge und Interviews zum Thema Doping eingeladen.
Sörgel gründete 1987 das Institut für biomedizinische und pharmazeutische Forschung (IBMP), das er bis heute leitet und das als unabhängiges Institut biomedizinische und pharmazeutische Forschungen durchführt, mit dem Ziel, die medikamentöse Behandlung zu verbessern. Forschungsschwerpunkte bilden Arzneimittel, insbesondere Antibiotika und Mittel zur Behandlung von Krebserkrankungen. Die Ergebnisse des Instituts haben dazu geführt, dass am Klinikum Nürnberg / Paracelsus Medizinische Universität in einem weltweit einmaligen Programm die Behandlung mit 70 verschiedenen Antiinfektiva optimiert wurde und so die Überlebenschancen von Patienten mit einer Sepsis oder einem septischen Schock und anderen schweren Infektionskrankheiten verbessert wird. Daneben betreibt das Institut Drogen- und Dopingforschung. Ein Schwerpunkt des Instituts ist der Kampf gegen multiresistente Keime. Seit Beginn der Corona-Krise forscht das Institut auch an Methoden, mit denen Arzneistoffe im Körper gemessen werden können, die gegen den SARS-CoV-2-Virus wirksam sein sollen.

## Weitere Aktivitäten
Als großer Verehrer und Bewunderer von Paul Ehrlich schrieb Sörgel das Theaterstück I wished I lived today und das Musical It's a kind of magic zur Musik der Gruppe Queen für den internationalen Kongress „World Conference on Dosing of Antiinfectives – Dosing the Magic Bullets“ in Nürnberg anlässlich des 150. Geburtstags von Paul Ehrlich. Zudem plant Sörgel, ein Paul-Ehrlich-Museum einzurichten mit einer Dauerausstellung über zahlreiche bedeutende Wissenschaftler. Er unterstützte mehrere Partnergymnasien zur Förderung der Naturwissenschaften und fördert außerdem jährlich auf dem Gelände des IBMP stattfindende Benefizkonzerte, deren Einnahmen gemeinnützigen Projekten zugutekommen.

## Auszeichnungen
Sörgel erhielt 2007 das Bundesverdienstkreuz am Bande für seine Arbeit in der Antibiotikaforschung und der Entwicklung eines Programms zur Förderung von Gymnasiasten in den Naturwissenschaften.